# Saint-félicien (fromage du Dauphiné)
 (juillet 2025).
L'article doit être relu — et modifié si nécessaire — par des contributeurs indépendants pour apporter un regard critique aux contributions effectuées en violation des conditions d'utilisation de Wikipédia, tant sur la forme (notamment concernant le style encyclopédique, la proportionnalité) que sur le fond (la neutralité de point de vue, la qualité et l'indépendance des sources).
Pour les articles homonymes, voir Saint-Félicien.
 (juillet 2023).
Le saint-félicien est un fromage à pâte molle et à croûte fleurie, proche du saint-marcellin IGP. Il est confectionné à partir de lait cru entier de vache mais il peut être aussi thermisé et pasteurisé. Sa zone traditionnelle de production s’étend sur les départements de la Drôme, et de l’Isère.
Il est mentionné dans la catégorie « fromage à pâte molle » dans le décret n°2007-628 du 27 avril 2007 relatif aux fromages et spécialités fromagères. Ce décret fromage enregistre 28 fromages et spécialités fromagères.
Sa période de dégustation optimale s'étale d'avril à septembre après un affinage de 4 à 6 semaines, mais il est aussi excellent de mars à décembre. 

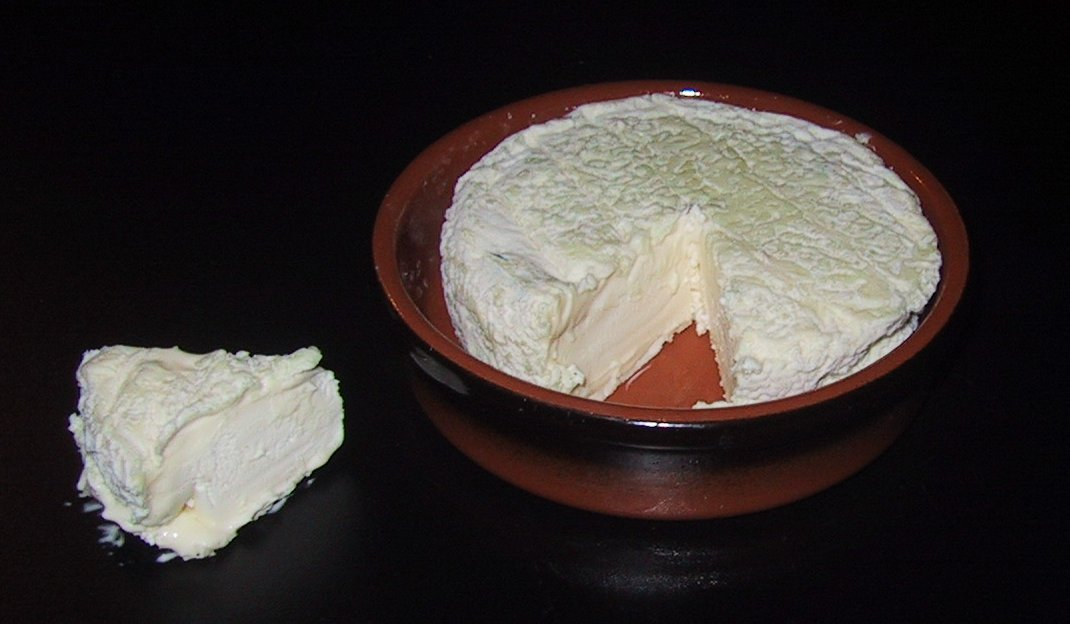
Le saint-félicien.

Il ne faut pas le confondre avec le saint-félicien ardéchois, un fromage de chèvre dit « caillé doux » du village de Saint-Félicien en Ardèche.

## Description
Le saint-félicien est un fromage élaboré à partir de lait de vache, cru, thermisé ou pasteurisé, éventuellement standardisé avec un complément ou non en crème.
Il se présente sous la forme d’un cylindre, d’un diamètre de 85 à 120 mm, de 20 à 40 mm de hauteur et pesant de 150 à 220 grammes à l’emballage. Ce fromage de type pâte molle à caractère lactique, onctueuse, non malaxée, ni pressée, légèrement salée, présente des moisissures superficielles. 
Le saint-félicien a une méthode de fabrication et d’affinage proche de celle du saint-marcellin IGP, mais il est cependant plus épais, plus riche et plus crémeux. 
Depuis 2017, les producteurs laitiers travaillent à l'élaboration d'un cahier des charges afin de protéger le saint-félicien en IGP. 

## Histoire
Selon Philippe Bardiau et Jean-Marc Blache, avant-guerre, un crémier lyonnais eut l'idée de mélanger la crème recueillie tout au long de la journée (une fine pellicule grasse coagulée) et le lait frais non pasteurisé restant du jour, puis de cailler le mélange, et « il baptisa son "invention" tout simplement du nom de la place Saint-Félicien où il tenait boutique ».
La première mention du saint-félicien au lait de vache remonte cependant au 6 novembre 1956 par le dépôt de marque au tribunal de commerce de Lyon par Marius Boucher, industriel fromager de Villeurbanne. La fromagerie de Marius Boucher est ensuite reprise par Antoine Fuster qui améliore la méthode de fabrication du fromage. Le fromage acquiert une notoriété sur le marché lyonnais.
Ce propos est corroboré par un ouvrage nommé Pays, vins et fromages en Rhône-Alpes (de Sophie BLOCH et Jean-François WERNER, 1998) où il est écrit que : « Tout part de la Croix-Rousse, même les fausses légendes, [...]. L’histoire, la vraie, est tout autre. C’est bien un fromager qui lance le Saint Félicien, mais il a pour nom Marius BOUCHET, établi à Villeurbanne et investigateur averti ». 
Dans les années 1960, la dynamisation de l’image du saint-félicien (publicités, nouvelles étiquettes, mécanisation de la fromagerie) donne à ce fromage une certaine réputation auprès du marché lyonnais se traduisant par un accroissement des ventes. 
Malgré ces mesures de protection, un autre dépôt de marque est entre-temps acté en février 1963 sous le nom de « Le Saint-Félicien » (n° 10955). Celui-ci est déposé par Ferdinand BRUN, président des industriels laitiers de l’Isère, à la tête de la plus importante laiterie de la région de Saint-Marcellin (laiterie « BRUN – DUMOULIN »). Il s’agit de la première trace écrite d’un saint-félicien laitier d’Isère. Ce dernier avait notamment un approvisionnement de lait de vache en Isère mais également dans la commune de Lamastre, en Ardèche.
À la fin des années 1970, le marché du saint-félicien, prometteur, représente 70 à 80 % de la production de la fromagerie FUSTER. Ayant acquis une solide renommée, il est perçu comme un bon débouché pour les fabricants de saint-marcellin, car les deux fromages, qui utilisent le même lait, sont proches par leur méthode de fabrication, et sont appréciés du consommateur lyonnais.
Cependant, les fromageries lyonnaises, déjà en nombre réduit depuis l’après-guerre, tendent à diminuer à la suite d'un processus de désindustrialisation du centre-ville au profit de la périphérie. Par ailleurs, l’arrivée des normes d’hygiène européennes n’arrange pas leur situation. Un marché s’ouvre alors aux industriels isérois qui inondent le marché en commençant à fabriquer leur propre saint-félicien qui à la suite de quelques péripéties juridiques n’est plus soumis à la protection d’une marque déposée. 
D’autre part, certaines laiteries en font un produit phare de leurs productions, et le saint-félicien gagne en popularité au-delà du marché lyonnais. En effet, les laiteries du Rhône ne parviennent plus à faire face à la concurrence des laiteries d’Isère et de la Drôme et disparaissent peu à peu. Il faut dire que dans le département de l’Isère, avant même le XIXe siècle, la production de fromages à pâte molle de petits formats est répandue et notamment en zone de plaines et de collines. Cette antériorité a très certainement contribué à l’expansion du saint-félicien au-delà du bassin lyonnais. 
Un décret officiel recensant la majeure partie des fromages français identifie le saint-félicien dans la catégorie « fromage à pâte molle », fabriqué à partir de  « lait de vache ». Il s’agit du décret n° 2007-628 du 27 avril 2007 relatif aux fromages et spécialités fromagères.
Le 4 septembre 2023, le C2MF (ou comité du saint-marcellin IGP et du saint-félicien) dépose, auprès de l'INAO, une demande de reconnaissance en IGP pour ce fromage.
Cette démarche a démarré en 2017 sur une initiative des producteurs de lait de la zone concernée (Drôme, Isère, Rhône, Ain, Savoie, Ardèche).
Le saint-félicien au lait de vache ne doit pas être confondu avec le fromage ardéchois Caillé Doux de Saint-Félicien, qui est originaire de la commune de Saint-Félicien et de ses alentours. 